# علی نظری جویباری
علی‌ نظری جویباری (زادهٔ ۲۰ مرداد ۱۳۴۳) مدیر ورزشی اهل ایران است که به عنوان مدیرعامل باشگاه استقلال فعالیت می‌کرد.

## پیشینه اجرایی
- مدیرعامل باشگاه استقلال تهران (۱۴۰۳-۱۴۰۴)
- مدیر اجرایی باشگاه استقلال (۱۳۸۲-۱۳۸۵)
- سرپرست باشگاه استقلال (۱۳۸۳-۱۳۸۵)
- معاون باشگاه استقلال
- مسئول نقل و انتقالات باشگاه استقلال
- معاون ورزشی باشگاه استقلال (۱۳۹۳-۱۳۹۵)
- قائم مقام باشگاه استقلال
- عضو هیئت مدیره باشگاه نساجی
- مدیر کارخانه گروه صنعتی شاهین سازه فجر

## مدیریت استقلال
او در زمان سرمربیگری امیر قلعه‌نویی مدیر باشگاه بود. و پس از استعفای امیر قلعه‌نویی از استقلال جدا شد. وی در خرداد ماه ۱۳۸۷ توسط فتح‌الله‌زاده به سمت نایب رئیس باشگاه منصوب شد. او همچنین از اردیبهشت تا خرداد ۱۳۸۹ سرپرست استقلال بود.